# 1179 Mally
1179 Mally eller 1931 FD är en asteroid i huvudbältet, som upptäcktes 19 mars 1931 av den tyske astronomen Max Wolf. Den har fått sitt namn efter Wolf's, hustru Mally Wolf.
Asteroiden har en diameter på ungefär 13 kilometer. Efter upptäckten tappade man bort asteroiden och först 1986 återupptäcktes den.